# Elaphidion fracticorne
Elaphidion fracticorne là một loài bọ cánh cứng trong họ Cerambycidae.